# Cybalobotys manengoubae
Cybalobotys manengoubae là một loài bướm đêm trong họ Crambidae.